# Нідерланди на зимових Олімпійських іграх 1952
Нідерланди на зимових Олімпійських іграх 1952 року, які проходили у норвезькому місті Осло, була представлена 11 спортсменами (9 чоловіками та 2 жінками) у трьох видах спорту: гірськолижний спорт, фігурне катання та ковзанярський спорт. Прапороносцем на церемонії відкриття Олімпійських ігор був ковзаняр Вім ван дер Ворт.
Нідерланди вчетверте взяли участь в зимовій Олімпіаді. Нідерландські спортсмени здобули три срібні медалі, усі в ковзанярстві.

## Медалісти
| Медаль | Спортсмен        | Вид спорту          | Дисципліна        |
| ------ | ---------------- | ------------------- | ----------------- |
| Срібло | Кес Брукман      | Ковзанярський спорт | 5000 м, чоловіки  |
| Срібло | Кес Брукман      | Ковзанярський спорт | 10000 м, чоловіки |
| Срібло | Вім ван дер Ворт | Ковзанярський спорт | 1500 м, чоловіки  |

## Гірськолижний спорт
| Спортсмен           | Змагання                     | Спуск 1 | Спуск 1 | Спуск 2    | Спуск 2    | Разом      | Разом      |
| Спортсмен           | Змагання                     | Час     | Місце   | Час        | Місце      | Час        | Місце      |
| ------------------- | ---------------------------- | ------- | ------- | ---------- | ---------- | ---------- | ---------- |
| Петер Паппенгейм    | швидкісний спуск, чоловіки   |         |         |            |            | 3:05.7     | 48         |
| Дік Паппенгейм      | швидкісний спуск, чоловіки   |         |         |            |            | 3:00.0     | 45         |
| Петер Паппенгейм    | гігантський слалом, чоловіки |         |         |            |            | 3:15.1     | 70         |
| Дік Паппенгейм      | гігантський слалом, чоловіки |         |         |            |            | 2:57.6     | 52         |
| Дік Паппенгейм      | слалом, чоловіки             | 1:29.1  | 74      | не пройшов | не пройшов | не пройшов | не пройшов |
| Петер Паппенгейм    | слалом, чоловіки             | 1:22.6  | 68      | не пройшов | не пройшов | не пройшов | не пройшов |
| Маргрієт Пражу-Бума | гігантський слалом, жінки    |         |         |            |            | 3:31.0     | 40         |

## Ковзанярський спорт
Чоловіки
| Дисципліна        | Спортсмен              | Дистанція | Дистанція |
| Дисципліна        | Спортсмен              | Час       | Місце     |
| ----------------- | ---------------------- | --------- | --------- |
| 500 м, чоловіки   | Ян Харісіус            | DNF       | –         |
| 500 м, чоловіки   | Корнеліс ван дер Ельст | 45.3      | 19        |
| 500 м, чоловіки   | Герард Марсе           | 44.2      | 8         |
| 500 м, чоловіки   | Вім ван дер Ворт       | 45.3      | 19        |
| 1500 м, чоловіки  | Кес Брукман            | 2:22.8    | 5         |
| 1500 м, чоловіки  | Корнеліс ван дер Ельст | 2:27.6    | 26        |
| 1500 м, чоловіки  | Герард Марсе           | 2:24.3    | 12        |
| 1500 м, чоловіки  | Вім ван дер Ворт       | 2:20.6    | 2         |
| 5000 м, чоловіки  | Кес Брукман            | 8:21.6    | 2         |
| 5000 м, чоловіки  | Антон Гейскес          | 8:28.5    | 4         |
| 5000 м, чоловіки  | Егберт вант Увер       | 8:47.6    | 19        |
| 5000 м, чоловіки  | Вім ван дер Ворт       | 8:30.6    | 5         |
| 10000 м, чоловіки | Кес Брукман            | 17:10.6   | 2         |
| 10000 м, чоловіки | Антон Гейскес          | 17:25.5   | 5         |
| 10000 м, чоловіки | Егберт вант Увер       | 18:20.8   | 19        |

## Фігурне катання
| Спортсмен        | Дисципліна              | Обов'язкова програма | Довільна програма | Бали    | Сума місць | Місце |
| ---------------- | ----------------------- | -------------------- | ----------------- | ------- | ---------- | ----- |
| Ліді Стоппельман | жіноче одиночне катання | 21                   | 23                | 123.544 | 193        | 22    |